# Famous Last Words (Tears for Fears)
Famous Last Words is een single uit 1990 van de Engelse popgroep Tears for Fears. Het was de vierde en laatste single afkomstig van het album The Seeds of Love uit 1989.